# Cueta modesta
Cueta modesta är en insektsart som beskrevs av Hölzel 1972. Cueta modesta ingår i släktet Cueta och familjen myrlejonsländor. Inga underarter finns listade i Catalogue of Life.